# Adiaké
Adiaké este o comună din regiunea Sud-Comoé, Coasta de Fildeș.